# Ősállat
Az ősállat az összes állat feltételezett utolsó közös őse. Ez közmegegyezés szerint heterotróf többsejtű csíralemezekkel, oogámiával, extracelluláris mátrixszal (ECM) és alapmembránnal, sejtközi és sejt-ECM adhézióval és jelzőutakkal, IV. és fibrilláris kollagénnel, különböző sejttípusokkal, nagyobb gén- és fehérjecsaládokkal, térbeli szabályzással, összetett fejlődéssel és háttérbe került egysejtű állapottal.

## Galléros ostorosok
Minden állat ostoros eukariótából fejlődött. Legközelebbi élő rokonuk a galléros ostorosok, melyek sejtjei egyes szivacsok galléros ostoros sejtjeire hasonlítanak.
Molekuláris tanulmányok szerint az állatok a galléros ostorosokkal, a gombákkal és néhány parazita protozoonnal együtt az Opisthokonta szupercsoportba tartoznak. A név az ostor posterior helyzetére utal a mozgó sejtekben, míg más eukarióták rendelkeznek anterior ostorral is.

## Hipotézisek
Több hipotézis ismert az állatok utolsó közös őséről:

### Placula
Otto Bütschli placula-hipotézise szerint az állatok utolsó közös őse alaktalan halmaz volt szimmetria és tengelyek nélkül. Ennek közepe kissé elemelkedett az alaptól, üreget alkotva, mely lehetővé tette az ottani tápanyag bekebelezését. Ennek növekedésével az élőlény egy csészére hasonlított, belső és külső résszel. Ez található meg a szivacsokban és a csalánozókban. E magyarázat vezet a kétoldali szimmetria kialakulásához: a kétoldali szimmetriájú állatok utolsó közös őse esetén a szimmetria akkor jött létre, mikor a placula egyik oldala az előrehaladásra fejlődött, bal-jobb szimmetriát adva.

### Planula
Otto Bütschli planula-hipotézise szerint a Metazoa egy planulából (egyes csalánozók lárvája vagy felnőtt korongállatkák) jött létre. Eszerint a lárva ivarérett lett pedomorfózissal, és szesszilis állapot nélkül tudott szaporodni.

### Gastraea
Ernst Haeckel kevéssel kovaszivacsokról szóló munkája után megjelent gastraea-hipotézise (1874) szerint e szivacsok a valódi szövetes állatokkal monofiletikus csoportot alkotnak, beleértve a kétoldali szimmetriájúakat. Ez alapján a gasztruláció és a bélcsíraállapot a valódi szövetes állatokban közös. De probléma, hogy a bemélyedéses gasztruláció nem közös minden valódi szövetes állatban. Csak 2005-ben fedeztek fel egy kovaszivacsban bemélyedést, de ez túl korai volt, hogy archenteront képezzen.

### Bilaterogastraea
Gösta Jägersten bilaterogastraea-hipotézise Ernst Haeckel gastraea-hipotézisének adaptációja. Eszerint a Bilaterogastraea élete kétszakaszos, fiatalon pelágikus, éretten bentikus. Az eredeti bélcsíra bemélyedését kétoldali és nem sugaras szimmetriájúnak látta.

### Phagocytella
Élie Metchnikoff phagocytella-hipotézisében az ősállat eredeti neve Parenchymella volt, és később lett Phagocytella. Kialakulásának oka, hogy Metchnikoff Haeckel gastraea-hipotézisét elvetette, mivel saját elméletével megy szembe, és nem alkot az egysejtűségből a többsejtűségbe való átmenetről modellt. Ezenkívül Kowalevsky lándzsahalembrió-kísérleteiről szóló tanulmányai hibás általánosítása volt: a gerincesek kialakulásából indult ki, és abból általánosított visszafelé.

## Jelentőség
Az alapvető állati szövetek megértésében fontos az ősállat lehetséges felépítésének megértése. Leys és Riesgo 2012-es tanulmánya szerint az epitélium alapvető állati szövet, mely valószínűleg jelen volt az ősállatban is. Ezt igazolják az epitéliumhoz hasonló, az állatok egysejtű rokonaiban található jellemzők: például a IV. kollagén megtalálható egysejtű Holozoa-fajokban, és fakultatív többsejtű állapotok is ismertek például a galléros ostorosokban is, ezen alapul a Choanozoa meghatározása is.
Mivel minden ismert állatkládban van mezenchima és epitélium, ezek feltehetően az ősállatra is jellemzők lehettek, ahogy az epitél-mezenchimális átmenet (EMT) is.

## Fordítás
Ez a szócikk részben vagy egészben  az   Urmetazoan című angol Wikipédia-szócikk ezen változatának fordításán alapul.  Az eredeti cikk szerkesztőit annak laptörténete sorolja fel. Ez a jelzés csupán a megfogalmazás eredetét és a szerzői jogokat jelzi, nem szolgál a cikkben szereplő információk forrásmegjelöléseként.